# UFC Fight Night: Overeem vs. Oleinik
UFC Fight Night: Overeem vs. Oleinik (también conocido como UFC on ESPN+ 7 o UFC Fight Night 149) fue un evento de artes marciales mixtas producido por Ultimate Fighting Championship que se llevó a cabo el 20 de abril de 2019 en el Yubileyny Sports Palace de San Petersburgo.

## Historia
El evento marcó la primera visita de la promoción a San Petersburgo y la segunda a Rusia, después de UFC Fight Night: Hunt vs. Oleinik en septiembre de 2018.
El excampeón de peso pesado de Bellator MMA Alexander Volkov tenía previsto enfrentar al excampeón de peso pesado de Strikeforce Alistair Overeem en el evento. Sin embargo, Volkov se retiró de la pelea debido a problemas de salud y fue reemplazado por Alexey Oleinik.
Emil Weber Meek fue ligado brevemente a una pelea de peso wélter contra Sultan Aliev en el evento. Sin embargo, Meek fue retirado de la cartelera por motivos no revelados y fue reemplazado por Keita Nakamura.
Roman Dolidze fue vinculado brevemente a una pelea con Gadzhimurad Antigulov en el evento. Sin embargo, fue reemplazado unos días más tarde por razones no reveladas por Michal Oleksiejczuk.
Roman Kopylov estaba programado para hacer su debut contra Krzysztof Jotko en el evento. Sin embargo, Kopylov se retiró de la pelea el 22 de marzo por una lesión y fue reemplazado por Alen Amedovski.
Muin Gaurov enfrentaría a Movsar Evloev en el evento. Sin embargo, se informó el 24 de marzo que Gaurov aún tiene un contrato con ONE Championship, por lo que su contrato con UFC fue anulado. Evloev se enfrentará al recién llegado Seung Woo Choi.
Se esperaba que Abdul-Kerim Edilov enfrentara a Devin Clark en el evento. Sin embargo, Edilov fue removido de la cartelera el 25 de marzo por motivos desconocidos y fue reemplazado por Ivan Shtyrkov pero se reportó que la pelea fue cancelada el mismo día en el que se llevaría a cabo, debido a que Shtyrkov tuvo que ser hospitalizado.
Teemu Packalén estaba programado para enfrentar a Alexander Yakovlev en el evento. Sin embargo, Packalén fue retirado de la cartelera a principios de abril por razones no reveladas y fue reemplazado por el debutante Alex da Silva Coelho.

## Resultados
1. ↑  A Evloev se le fue descontado un punto por un rodillazo ilegal.

## Premios extra
Los siguientes peleadores recibieron $50,000 en bonos:
- Pelea de la Noche: Islam Makhachev vs. Arman Tsarukyan
- Actuación de la Noche: Magomed Mustafaev y Sergei Pavlovich